# Jekaterina Alexejewna Syrzewa
Jekaterina Alexejewna Syrzewa (russisch Екатерина Алексеевна Сырцева; englisch Ekaterina Syrtseva; * 11. August 1990 in Leningrad) ist eine russische Beachvolleyballspielerin.

## Karriere
2011 spielte Syrzewa auf der FIVB World Tour zusammen mit der ehemaligen Europameisterin und Olympiateilnehmerin Alexandra Schirjajewa-Moissejewa. Nach einer Pause 2012 startete Syrzewa 2013 zunächst mit Irina Tschaika, spielt seit August 2013 aber wieder mit Schirjajewa-Moissejewa. 2014 belegten Syrzewa/Moissejewa beim FIVB-Turnier im heimischen Anapa den zweiten Platz nach einer Endspielniederlage gegen die Deutschen Bieneck/Großner.